# Якубхер
Якубхер (Якобхер) Мерусерра — третий гиксосский фараон XV династии («Великие гиксосы») Древнего Египта, правивший около 1620—1612 годов до н. э.
Будучи наследником Шеши, второго представителя своей династии, установившего прочное владычество гиксосов над севером Египта, Якубхер продолжал править, сохраняя статус-кво в отношениях с Фивами.
Главный массив памятников со времени Якубхера ограничивается скарабеями, содержащими имя фараона. Запись о Якубхере в Туринском папирусе повреждена, поэтому египтологам не удаётся определить точную длительность его правления. Специалисты сходятся на том, что утраченная заметка отводила этому фараону восемь или одиннадцать лет правления.
Имя Якубхера иногда используется для обоснования теорий о возможном вхождении израильтян в племенной союз гиксосов, вплоть до умозрительных построений, отождествляющих Якубхера с ветхозаветным Иосифом. Джеймс Генри Брэстед, не исключая полностью принадлежности этого фараона к колену Иакова, отмечал рискованность подобных предположений.